# Raad voor de Volksgezondheid en Zorg
De Raad voor de Volksgezondheid en Zorg (RVZ) is een voormalig adviesorgaan voor het Nederlands parlement en de Nederlandse regering. Het Centrum voor ethiek en gezondheid (CEG) was aan de RVZ verbonden. Het CEG is een samenwerkingsverband met de Gezondheidsraad en wil ontwikkelingen signaleren op het gebied van gezondheid waarvan zij vinden dat die een plaats verdienen op de ethische beleidsagenda van de overheid.
De RVZ was actief op het gebied van de jeugd-, ouderen-, geestelijke gezondheids- en ziekenhuiszorg. Daarbij kwamen beleidsaspecten aan bod, zoals financiële en organisatorische kwesties, medisch-ethische zaken en patiëntenrechten. De kosten van de gezondheidszorg, wachtlijsten en schaarste, verslavingsproblemen in Nederland, de taak van de gemeente op deze terreinen, bedreigingen voor de volksgezondheid zijn enkele voorbeelden die in de adviezen van de RVZ in het verleden aan bod kwamen.
Voorzitter van de raad was prof. dr. Pauline Meurs.

## Raad voor Volksgezondheid en Samenleving
Vanaf 1 januari 2015 is de raad verdergegaan onder de naam: Raad voor Volksgezondheid en Samenleving (RVS). Deze nieuwe adviesraad kwam tot stand door een wetsvoorstel. Deze nieuwe raad vervangt de Raad voor Maatschappelijke ontwikkeling (RMO) en de Raad voor de volksgezondheid en zorg (RVZ).